# Битва при Анню
Битва при Анню́ (нем. Schlacht bei Hannut) — крупное танковое сражение, проходившее 12 — 14 мая 1940 года у Анню, Бельгия, во время Второй мировой войны, часть битвы за Бельгию. Было крупнейшим танковым сражением в истории на тот момент. В сражении столкнулись французский кавалерийский (механизированный) корпус генерала Рене Приу и XVI танковый корпус германского Вермахта генерала Эриха Гёпнера.

## Военно-стратегическая ситуация
Наступление Германии на Нидерланды, Бельгию и Люксембург началось 10 мая. 16-й танковый корпус Эриха Гёпнера из группы армий «Б», смог форсировать Маас и канал Альберт возле бельгийского форта Эбен-Эмаэль. Их противник попытался занять передовые позиции вдоль реки Диль (позиция Диль) в Бельгии и остановить наступление немцев там. Слабым местом, поскольку естественных препятствий не было, был так называемый проход у Жамблу длиной около 33 км. Здесь были собраны значительные части войск, а противотанковый заслон впереди укрепил позицию. Французский механизированный корпус генерала Рене Приу должен был продвинуться ещё дальше и задержать развертывание немцев возле Анню, чтобы дать достаточно времени для укрепления позиции Диль.

## Ход сражения
Бои начались 12 мая между французской 3-й лёгкой механизированной дивизией и немецкой 4-й танковой дивизией, за которой следовала 3-я танковая, поддержанными с воздуха 8-м воздушным корпусом Вольфрама фон Рихтгофена. 35-й танковый полк 4-й танковой дивизии Вермахта смог оттеснить 12-й танковый полк французов. 11-й танковый полк французов, поддержанный 1-м танковым полком, оказал упорное сопротивление, и 3-я дивизия немцев к вечеру в полном порядке отступила на расстояние от пяти до семи километров.
13 мая французская 2-я лёгкая механизированная дивизия атаковала 3-ю танковую дивизию немцев, но эта атака была отбита немецкими 88-мм зенитными орудиями, использовавшимися в качестве противотанковых. Продвижение немецкой 3-й танковой дивизии на север грозило охватом 3-й лёгкой мехдивизии, которая во второй половине дня была вынуждена отступить. Отход прикрывали 1-й и 2-й танковые полки. Гёпнер не стал преследовать французов из-за отсутствия горючего.
14 мая две французские дивизии продолжили отступление, прикрываясь боями, при этом понесли значительные потери. Французы отошли за линию Диль-Намюр, через брешь Жамблу, как и планировалось.

## Результаты
Результат сражения можно рассматривать и как тактическую победу французов, и как успех Вермахта: кавалерийский корпус остановил немцев, но этот успех был достигнут ценой больших потерь. Немецкие потери составили (по разным данным) около 50 танков (плюс 200 поврежденных) до 164 танков; французские — от 105 до 170 танков (по разным данным). В целом, сражение показало способность французских танковых частей на равных противостоять современным танковым дивизиям Вермахта. Особую роль с французской стороны сыграл средний танк SOMUA S35, успешно способный противостоять немецким танкам вплоть до Pz.Kpfw. III.